# 盧克馬蓬塔山
10°18′42″S 77°19′20″W / 10.31167°S 77.32222°W
盧克馬蓬塔山（Lukma Punta），是秘魯的山峰，位於該國北部安卡什大區，由奧克羅斯省的奧克羅斯區負責管轄，屬於安地斯山脈的一部分，海拔高度4,600米。